# Thomas Breschke
Thomas Breschke (* 8. September 1964) ist ein ehemaliger deutscher Fußballspieler. In der höchsten Spielklasse des DDR-Fußballs, der Oberliga, spielte er für die BSG Stahl Riesa.

## Sportliche Laufbahn
Im Spieljahr 1987/88 absolvierte Thomas Breschke sein einziges Spiel in der Oberligaelf der Betriebssportgemeinschaft Stahl Riesa. Am 11. Spieltag, ausgetragen am 21. November 1987, debütierte der Mittelfeldakteur beim torlosen Remis vor heimischer Kulisse gegen den 1. FC Magdeburg. Stahl-Coach Manfred Lienemann setzte ihn 13 Minuten vor Schluss für Jens Pfahl ein.
Ab Mai 1988 wurden für ihn fünf Einsätze in der Rückrunde dieser Saison in der zweitklassigen Liga an den fünf letzten Spieltagen für die BSG Aktivist Brieske-Senftenberg verzeichnet. Im Frühjahr 1990 gelang der Kumpelelf die Rückkehr in das ostdeutsche Unterhaus, aus dem die Mannschaft 1988/1989 abgestiegen war. Dem später als FSV Glückauf agierenden Team aus Brieske-Senftenberg blieb er bis Mitte der 1990er-Jahre auch nach der Zusammenführung von ost- und westdeutschem Fußball treu. Als torgefährlicher Stammspieler lief er mit den Lausitzern in der damals drittklassigen NOFV-Amateur-Oberliga auf. Nach der (Wieder)Einführung der Regionalliga wurde die Oberliga, in der 1994/95 die Brandenburger den 13. Platz belegten, auch im NOFV-Bereich zur vierthöchste Spielklasse.